# Acanthoscelides testaceopygus
Acanthoscelides testaceopygus is een keversoort uit de familie bladkevers (Chrysomelidae). De wetenschappelijke naam van de soort werd in 1939 gepubliceerd door Maurice Pic.